# Guglielmo Pepe
Guglielmo Pepe, francoski general, * 1783, † 1855.
1. 1 2  Encyclopædia Britannica
2. ↑  Brozović D., Ladan T. Hrvatska enciklopedija — LZMK, 1999. — 9272 p.
3. ↑  data.bnf.fr: platforma za odprte podatke — 2011.
4. ↑  Пепе Гульельмо // Большая советская энциклопедия: [в 30 т.] — 3-е изд. — Moskva: Советская энциклопедия, 1969.